# Signy-le-Petit
Signy-le-Petit je naselje in občina v severnem francoskem departmaju Ardeni regije Šampanja-Ardeni. Leta 1999 je naselje imelo 1.314 prebivalcev.

## Geografija
Kraj se nahaja na severu pokrajine Šampanje v bližini meje z Belgijo in sosednjo regijo Pikardijo, 38 km severozahodno od središča departmaja Charleville-Mézières.

## Uprava
Signy-le-Petit je sedež istoimenskega kantona, v katerega so poleg njegove vključene še občine Auge, Auvillers-les-Forges, Brognon, Éteignières, Fligny, La Neuville-aux-Joûtes, Neuville-lez-Beaulieu in Tarzy s 3.679 prebivalci.
Kanton je sestavni del okrožja Charleville-Mézières.

## Zgodovina
Signy je ustanovil leta 1214 baron Nicolas de Rumigny na dotlej redko poseljenem gozdnatem ozemlju.

## Zanimivosti
- taborska cerkev, zgrajena v letih 1680-1686 na mestu nekdanje cerkve, porušene med tridesetletno vojno (1636),
- spomenik padlim med prvo svetovno vojno.